# Giuseppe Stammati
Giuseppe Stammati (Napoli, 23 ottobre 1916 – Grosseto, 14 settembre 1985) è stato un educatore e saggista italiano.

## Biografia
Giuseppe Stammati nacque nel rione Materdei di Napoli. Settimo, assieme al fratello gemello Luigi, di nove figli, perde il padre Gennaro a soli cinque anni, e a venti la madre Anna, donna che fino alla morte portò avanti il proposito di dotare tutti i figli di una istruzione universitaria; sarà il primogenito, Gaetano, a garantire, con i proventi di un umile lavoro, l'accesso agli studi e il loro completamento ai rimanenti fratelli.
Stammati trascorre un proficuo periodo a Napoli, e nel 1949 accetta una cattedra di insegnamento in Maremma, dove fra i colleghi conoscerà la grossetana Clara Manescalchi, che sarà sua moglie e madre delle sue figlie. 
A Grosseto conosce e frequenta lo scrittore Luciano Bianciardi e stabilirà una solida amicizia con Carlo Cassola, che abita nello stesso stabile.
Nello medesimo periodo mantiene rapporti epistolari con Elena Croce, figlia di Benedetto, e molti altri colleghi e intellettuali del posto.
Fino al giorno della sua morte, colpito da una grave malattia, Stammati continuerà a svolgere il suo compito di educatore sia come insegnante che come preside in vari istituti e licei grossetani.

## Riconoscimenti
- Elogio dell'Accademia Nazionale dei Lincei[2]

- Nel 2006 la cittadinanza grossetana gli tributa la propria riconoscenza intitolando una piazza cittadina in suo onore[3].

## Opere

### Saggistica
- La religiosità di Alessandro Manzoni. (In «Annuario del Liceo Ginnasio Statale Carducci-Ricasoli» di Grosseto - Grosseto 1957)
- «Gattopardeschi» e no. (In «Belfagor», Casa Ed. D'Anna, fase. 2, 1960).
- Corrispondenza con Montale. (Inedito; allegata lettera di Montale).
- Alessandro Manzoni e l'Unità d'Italia. (In «Nuova Antologia», Roma; gennaio 1961).
- Milano premanzoniana. (In «Europa sociale», Roma-Napoli, dicembre 1960 - febbraio 1961).
- Manzoni visto da Moravia. (In «Europa Sociale», Roma-Napoli, settembre 1961).
- Poeti del Sud. (In «Realtà del Mezzogiorno», Ed; Cappelli, Bologna-Napoli, marzo 1961).
- Narratori del Sud. (In «Realtà del Mezzogiorno», Ed. Cappelli, Bologna-Napoli, novembre 1961).
- Azione politica e ideologica di Francesco De Sanctis. (In «Realtà del Mezzogiorno», Ed. Cappelli, Bologna-Napoli, febbraio-marzo 1963).
- Pirandelliana. (In «Realtà del Mezzogiorno», Ed. Cappelli, Bologna - Napoli, ottobre 1963).
- D'Annunzio venticinque anni dopo, tra l'arte e la retorica. (In «Realtà del Mezzogiorno», Ed. Cappelli, Bologna-Napoli, dicembre 1964).
- L'Italia Meridionale nella Divina Commedia. (In «Realtà del Mezzogiorno», Ed. Cappelli, Bologna-Napoli, novembre-dicembre 1965).
- La Maremma «senese» nella Divina Commedia. (In «Bollettino Speciale n. 15» della Società Storica Maremmana, Siena 1967).
- Il teatro del Medio Evo e la Commedia di Dante. (In «Bollettino Speciale n. 15» della Società Storica Maremmana, Si [1-1967).
- La Sicilia di Quasimodo. (In «Realtà del Mezzogiorno», Ed. De Luca, Roma, ottobre 1968).
- Niccolò Machiavelli fra due centenari. (In «Bollettino della Società Storica Maremmana», Grosseto, giugno-dicembre 1970).
- Un nuovo volume delle opere di De Sanctis. (In «Settanta», Milano, ottobre 1972).
- Alessandro Manzoni cent'anni dopo. (In «Settanta», Milano, marzo-aprile 1974.
- I "ragazzi" di Pasolini (inedito); donato nel 1987 alla Fondazione romana intitolata a Pier Paolo Pasolini, curata da Alberto Moravia e Laura Betti.
- Opera postuma pubblicata in proprio dalle figlie: «Note di critica letteraria», Grosseto, settembre 2005

### Recensioni
- «L'inglese in Paradiso» di C. Malaparte. (In «Il Ponte», Ed. La Nuova Italia, Firenze, maggio 1961.
- «Un incontro che non torna» di V Schnurre. (In «Il Ponte», ottobre 1961).
- «L'uomo e il ritorno dell'uomo» di A. Salimbeni. (In «Il Ponte», Ed. La Nuova Italia, Firenze, marzo 1969).
- «La riva di Charleston» di R. Brignetti. (In «Il Ponte», Ed. La Nuova Italia, Firenze, luglio 1970).

### In volume
- G. Stammati - M.G. Alberti, Da Omero a Dante, «Antologia di pagine di autori classici e moderni», Cappelli Editore, Bologna 1962.
- M.G. Alberti - G. Stammati,  La lunga via dell'umanità, «Storia ed Educazione Civica per la Scuola Media, in tre volumi», Ed. Remo Sandron, Firenze 1969.